# Gonaxia similis
Gonaxia similis är en nässeldjursart som beskrevs av Vervoort 1993. Gonaxia similis ingår i släktet Gonaxia och familjen Sertulariidae. Inga underarter finns listade i Catalogue of Life.